# Solon Springs
Solon Springs is een plaats (village) in de Amerikaanse staat Wisconsin, en valt bestuurlijk gezien onder Douglas County.

## Demografie
Bij de volkstelling in 2000 werd het aantal inwoners vastgesteld op 576. In 2006 is het aantal inwoners door het United States Census Bureau geschat op 583, een stijging van 7 (1,2%).

## Geografie
Volgens het United States Census Bureau beslaat de plaats een oppervlakte van 5,9 km², waarvan 4,1 km² land en 1,8 km² water. Solon Springs ligt op ongeveer 332 m boven zeeniveau.

## Plaatsen in de nabije omgeving
De onderstaande figuur toont nabijgelegen plaatsen in een straal van 40 km rond Solon Springs.